# Фадель Жилаль
Фадель Жилаль (араб. فاضل جلال, нар. 4 березня 1964, Касабланка) — марокканський футболіст, що грав на позиції захисника за клуб «Відад» (Касабланка) та національну збірну Марокко.

## Клубна кар'єра
У дорослому футболі дебютував 1982 року виступами за команду «Відад» (Касабланка), кольори якої і захищав протягом усієї своєї кар'єри гравця, що тривала сімнадцять років. 

## Виступи за збірну
1986 був включений до заявки національної збірної Марокко на тогорічний чемпіонат світу в Мексиці. 
Утім дебютував у лавах національної команди лишу 1991 року. Наступного року був учасником Кубка африканських націй у Сенегалі.
Загалом протягом двох років провів у формі збірної 4 матчі.